# Teinocladia
Teinocladia là một chi bướm đêm thuộc họ Geometridae.